# Kostel svatého Vavřince (Kostomlaty pod Milešovkou)
Kostel svatého Vavřince v Kostomlatech pod Milešovkou je barokně přestavěný původně pozdně románský kostel. Je chráněn jako kulturní památka České republiky.

## Historie
Kostel byl postaven ve velmi pozdním románském slohu před rokem 1230. Roku 1657 byla postavena východní část nové lodi, stará loď se stala presbytářem a původní kněžiště sakristií. Zřejmě tehdy vznikla i dnešní věž nad sakristií. O 80 let později získal kostel dnešní půdorys.

## Architektura

### Exteriér

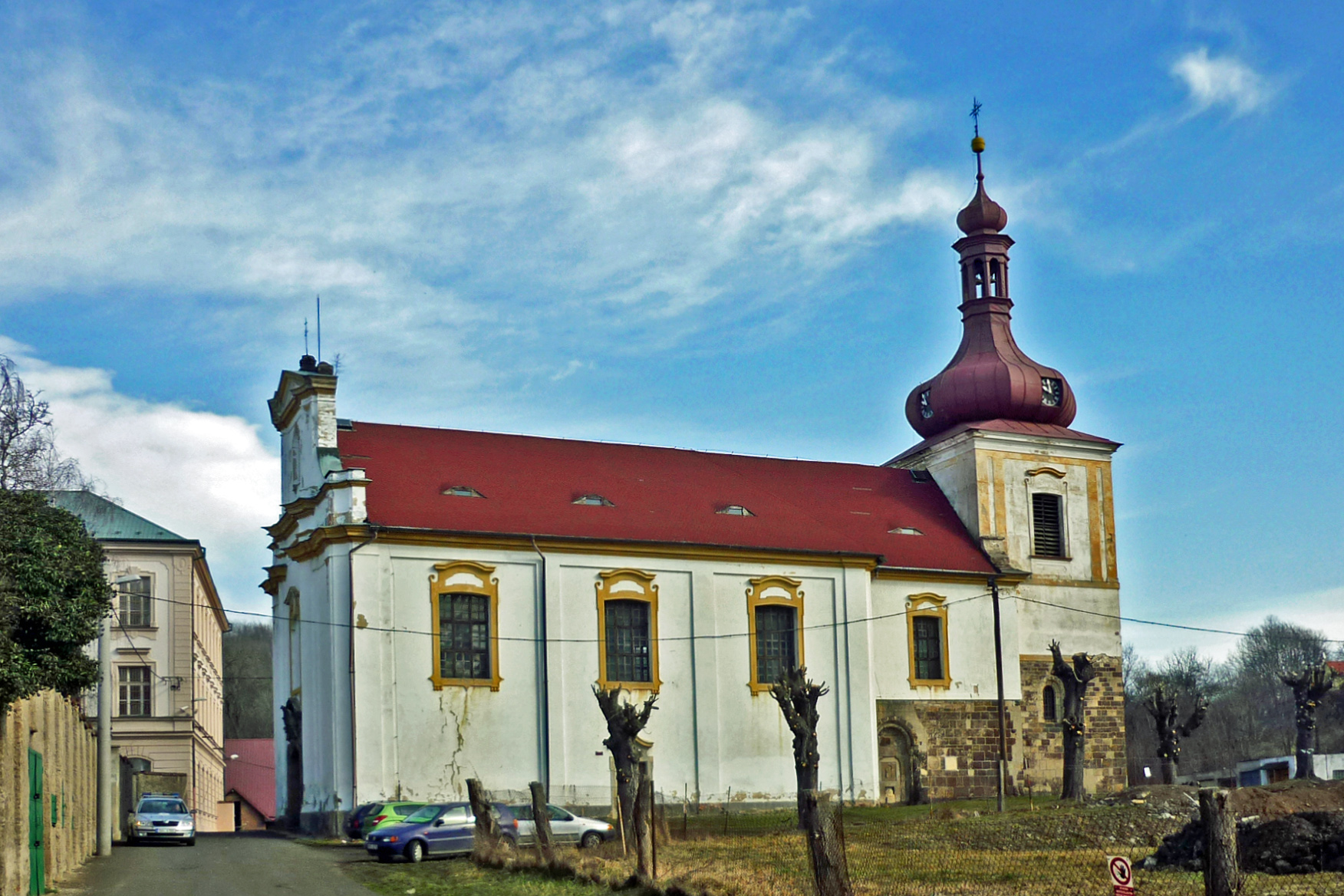
Kostomlatský kostel sv. Vavřince z boku

Stěny lodi jsou členěny původně lizénami. Jižní románský portál s půlkruhovým tympanonem. Okna jsou půlkruhově zakončena. Ve východní stěně presbytáře je okno kruhové. Presbytář sklenutý žebrovou křížovou klenbou na sloupky, které jsou zapuštěné do nároží. Roku 1657 byl kostel prodloužen západním směrem o novou barokní loď. K další přestavbě došlo roku 1737 Otavianem Broggiem, který vystavěl průčelí kostela. Původní románský kostel se touto přestavbou stal presbytářem a sakristií barokní stavby. Nad románským presbytářem byla postavena věž. Stěny románské části jsou z řádkovaného zdiva neomítnuté. Stěny barokní části jsou členěny lizénovými rámci, nad okny a portály jsou supraporty.
Průčelí je ukončené štítem s nikou a členěno pilastry. Novému západnímu průčelí ve stylu dynamického baroka dominuje bohatě zdobený portál s erben tehdejších vlastníků Kostomlat Clary-Aldringen.

### Interiér
V lodi kostela jsou uvnitř členěné pilastry. Strop je doplněn fabionem a štukovými rámci. Kruchta spočívá na dvou pilířích. Presbytář barokní stavby je opatřen sklenutou plochou kupolí a na triumfálním oblouku je letopočet přestavby kostela 1737.

### Vybavení
Hlavní oltář je barokní, opatřen obrazem z 19. století, pochází z období kolem přestavby kostela. Oltář Svatého Kříže a oltář Panny Marie jsou soubobé k představbě kostela, avšak socha Panny Marie na stejnojmenném oltáři již byla nověji upravována a doplňována. Z 1. poloviny 18. století pochází rovněž kazatelna a křtitelnice. V presbytáři je umístěn také obraz Svaté rodiny z druhé čtvrtiny 18. století. K vybavení patřily varhany, které postavil v roce 1735 mistr Ch. Standfuss.

## Zvony
V zadní východní věži se nachází zvon z roku 1665 od Jana Pricqueye, dále zvon z roku 1548 od Wolfa Hilgera a zvon z roku 1922 od Richarda Herolda. V minulosti je zde doložen ještě jeden zvon od Herolda, dva zvony z roku 1657 od Melichara Michelina a malý umíráček z roku 1851, jinak neznámý.

## Galerie

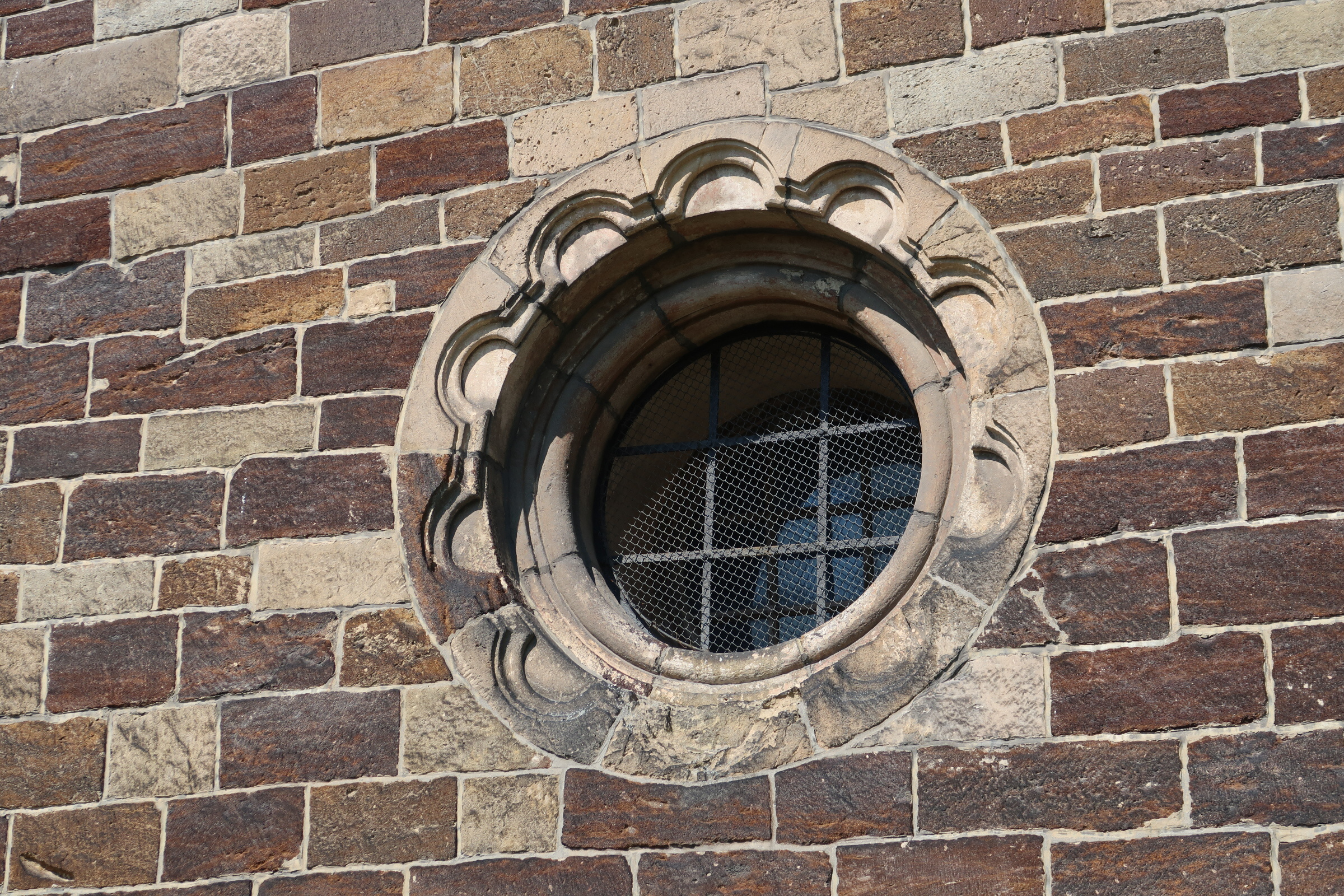
Románské kruhové okno ve východní fasádě věže
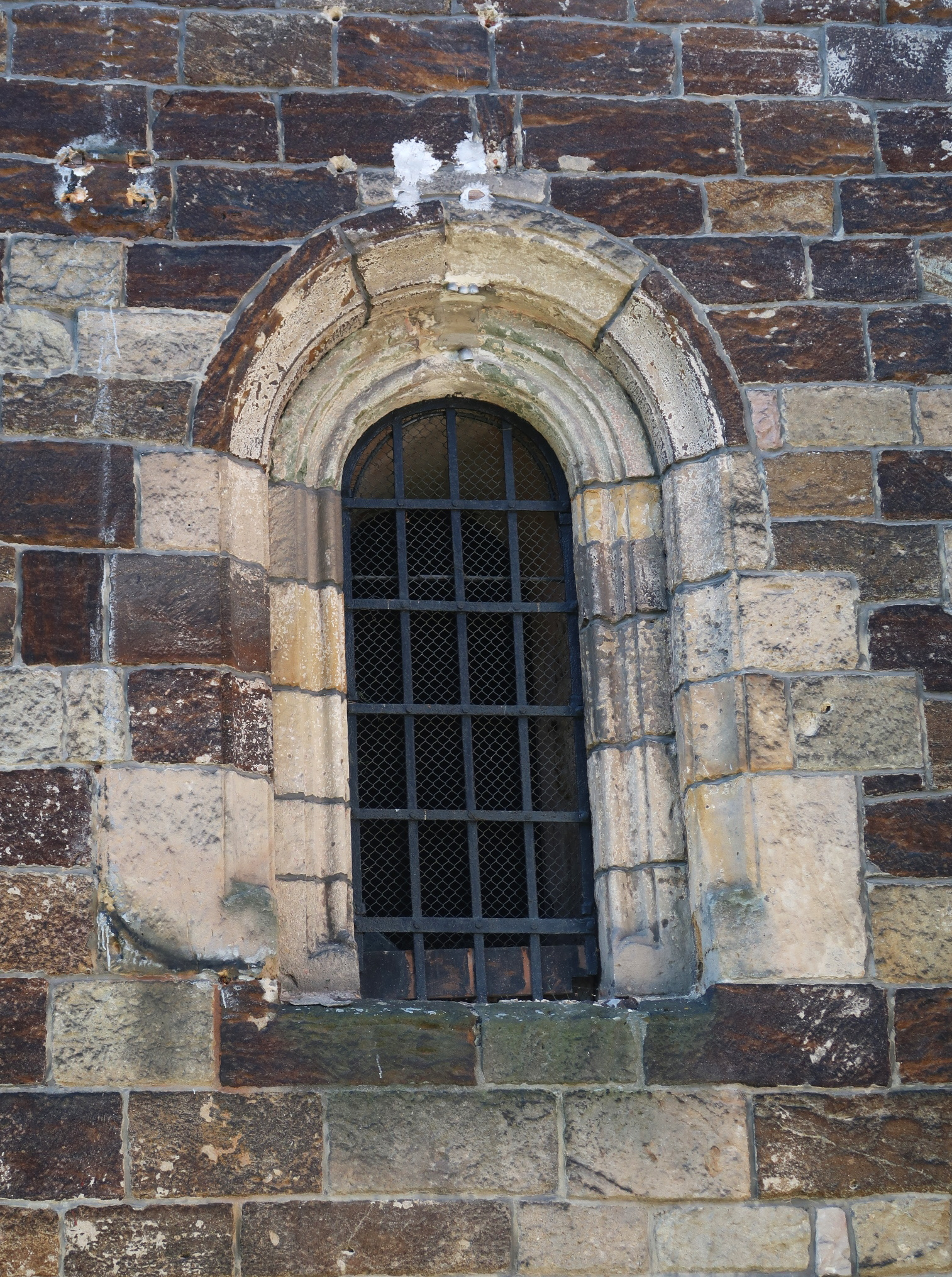
Románské okno na severní fasádě věže
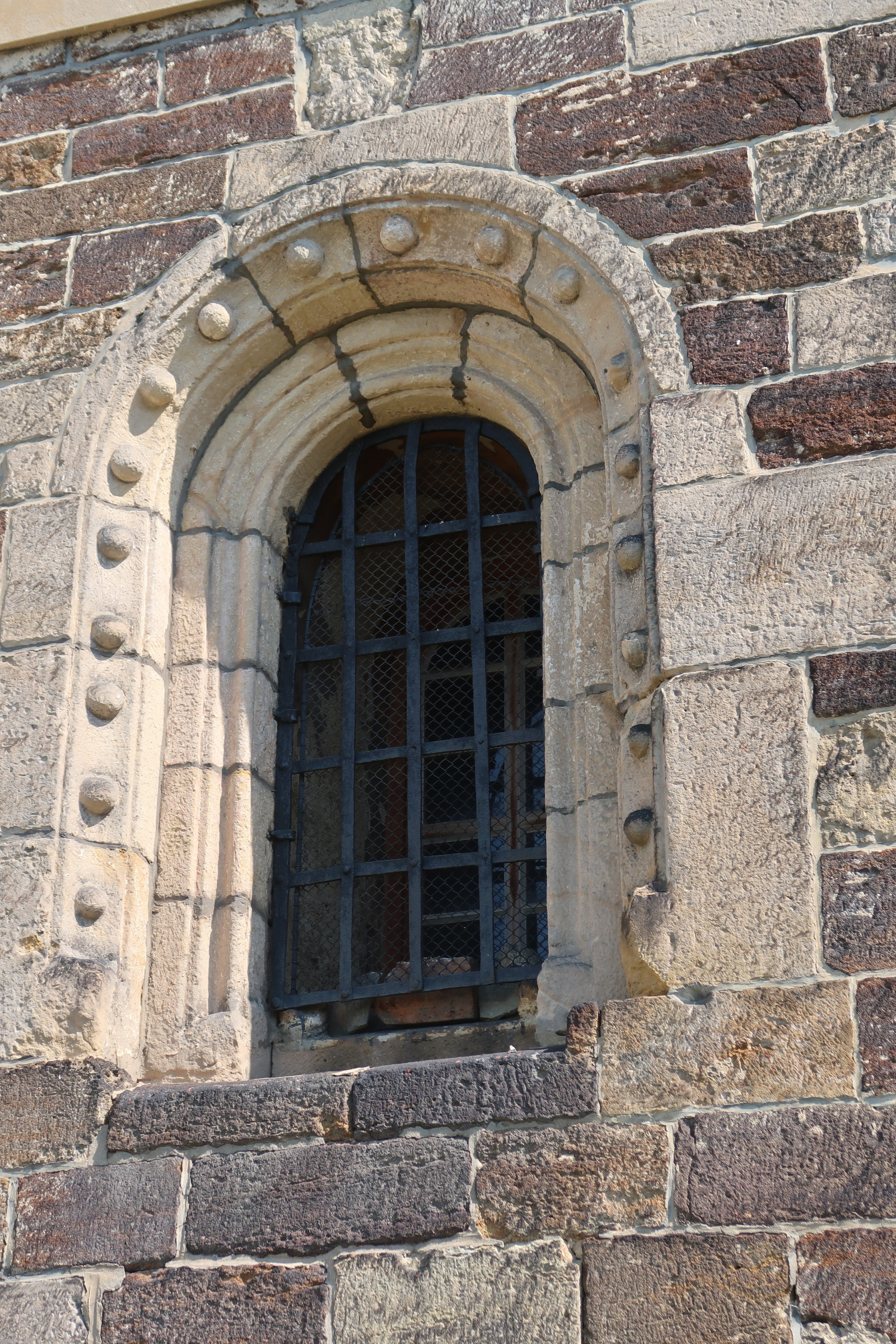
Románské špaletové okno v jižní fasádě věže kostela
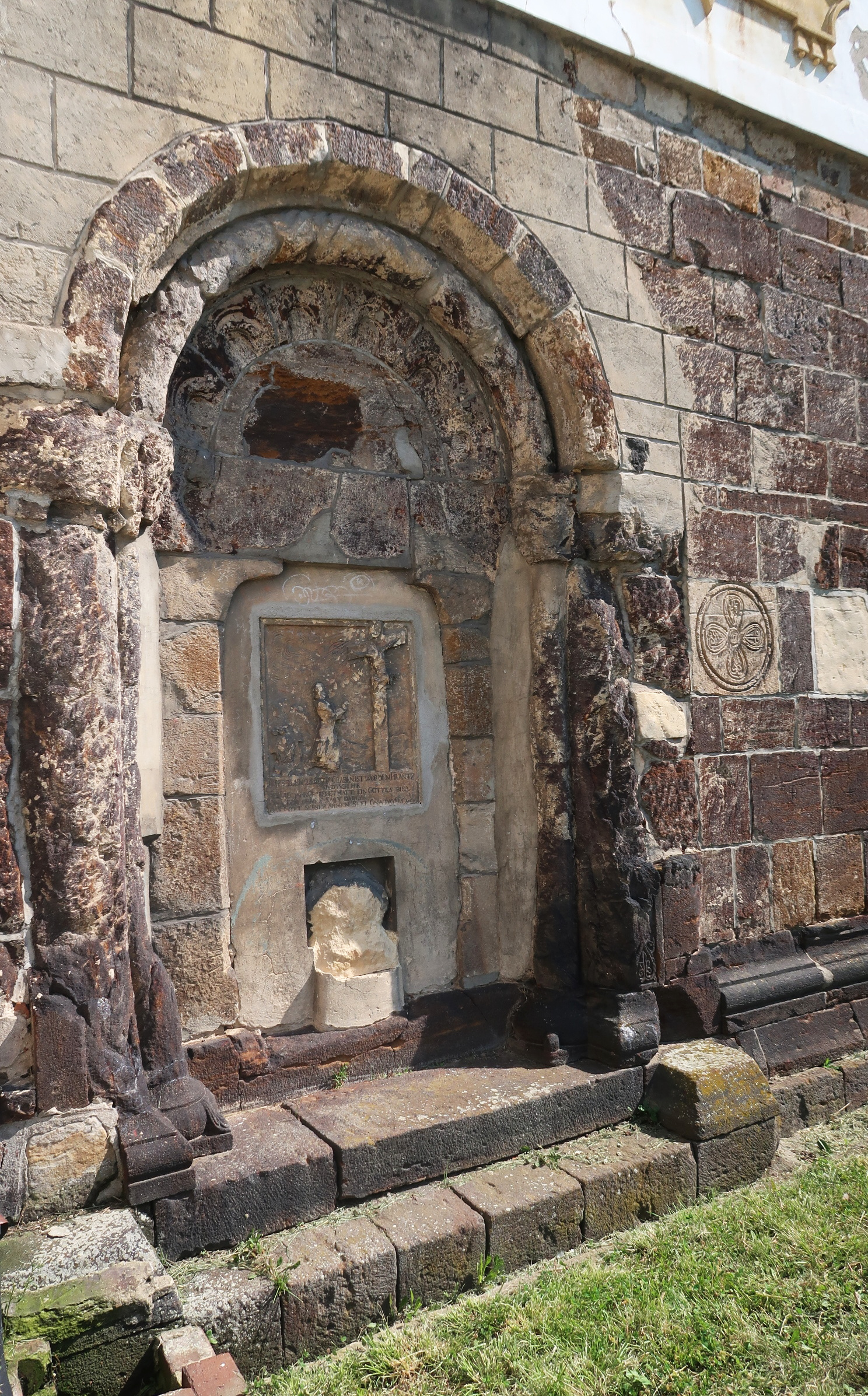
Původní románský portál na jižní fasádě kostela
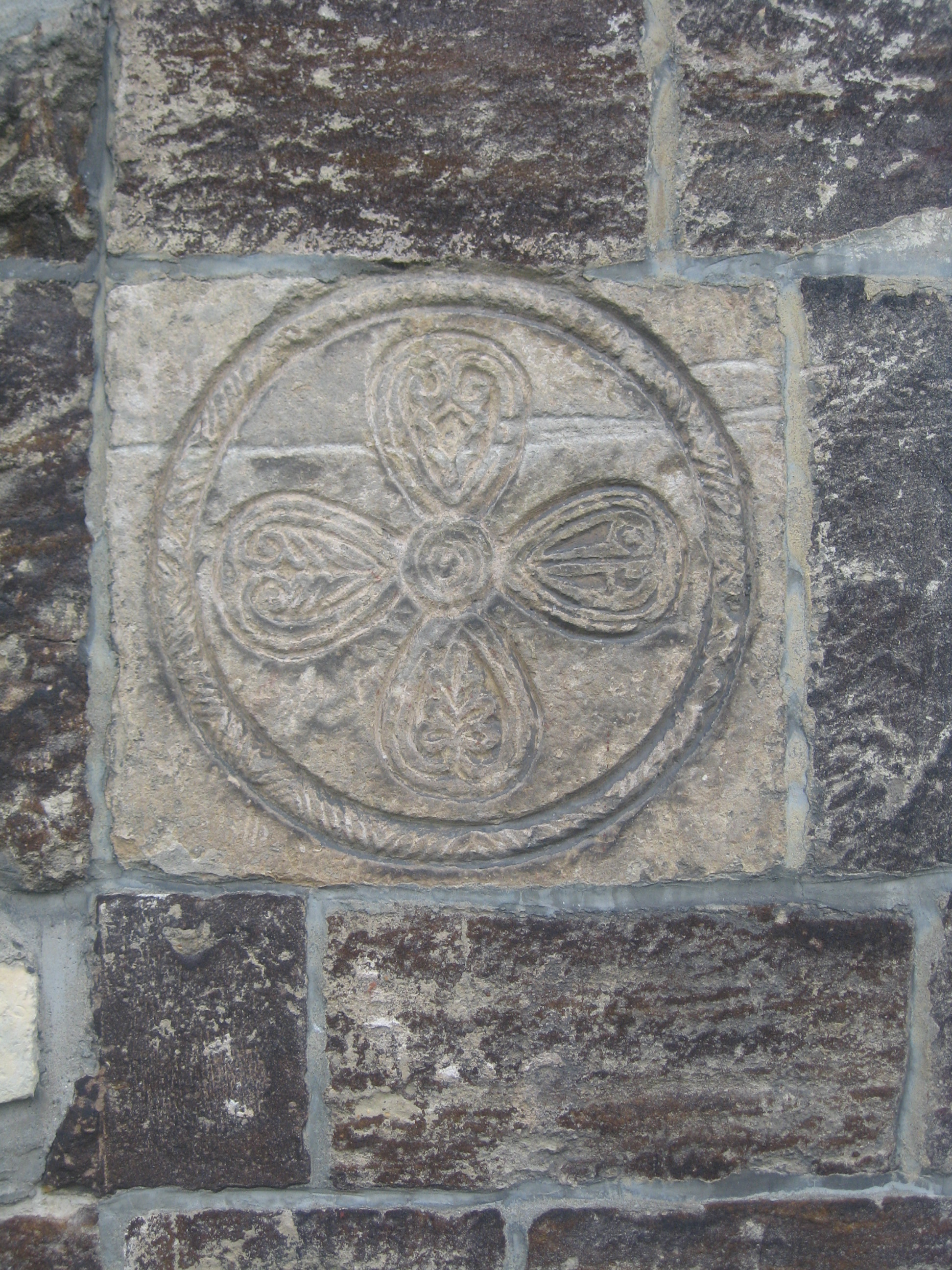
Románská rozeta vpravo od původního portálu
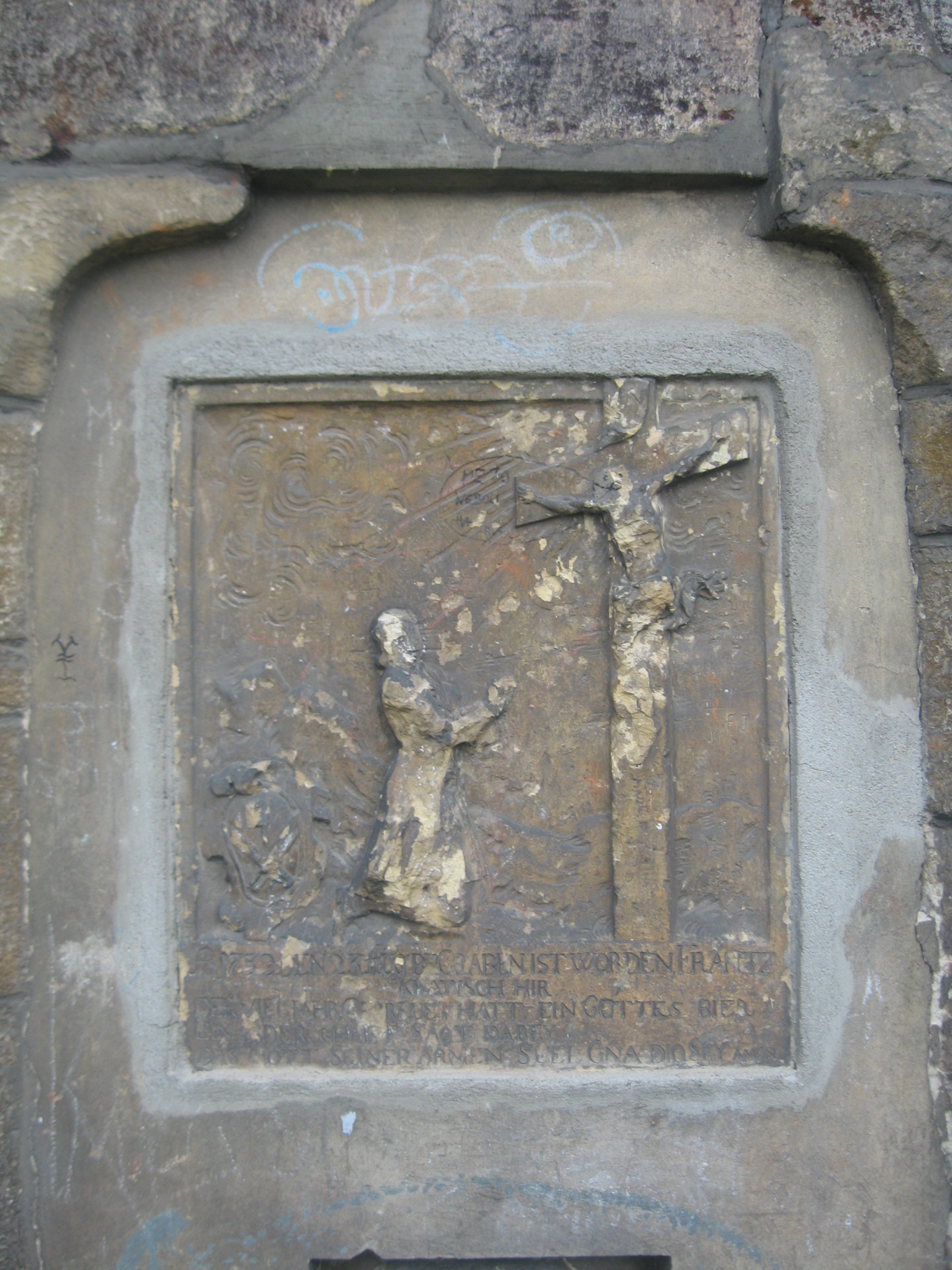
Epitaf z roku 1739 druhotně zazděný do původního románského portálu